# Крымская операция (1918)
Крымская операция 1918 года — операция Крымской группы войск армии Украинской Народной Республики (УНР) под командованием П. Ф. Болбочана в апреле 1918 года — поход в Крым с целью свержения Советской власти, установления контроля над полуостровом и захвата Черноморского флота. Операция проводилась перед уже согласованным по Брестскому миру вступлением немецких войск в северные части Таврической губернии.
Несмотря на частичный успех операции (разгром Советской Социалистической Республики Тавриды), её основные цели не были достигнуты из-за конфликта с командованием германских оккупационных войск, введённых на территорию Украины по соглашению с Украинской центральной радой: часть кораблей Черноморского флота находилась под украинскими флагами лишь сутки, после чего флот был частично захвачен немцами, частично затоплен, частично уведён командами в Новороссийск, где позднее также был затоплен. Поднятием украинских флагов на кораблях российского Черноморского флота его командование пыталось спасти флот от передачи немцам, хотя с самого начала было ясно, что это не поможет: и Центральная рада, и разогнавший её гетман Скоропадский полностью зависели от германских оккупационных войск.
В дальнейшем, до ноября 1918 года, когда было подписано соглашение между гетманом Скоропадским и главнокомандующим Вооружёнными силами Юга России генералом Деникиным, Украинская держава осуществляла сухопутную блокаду Крыма, включая запрет на почтовое сообщение.

## Причины и предпосылки операции

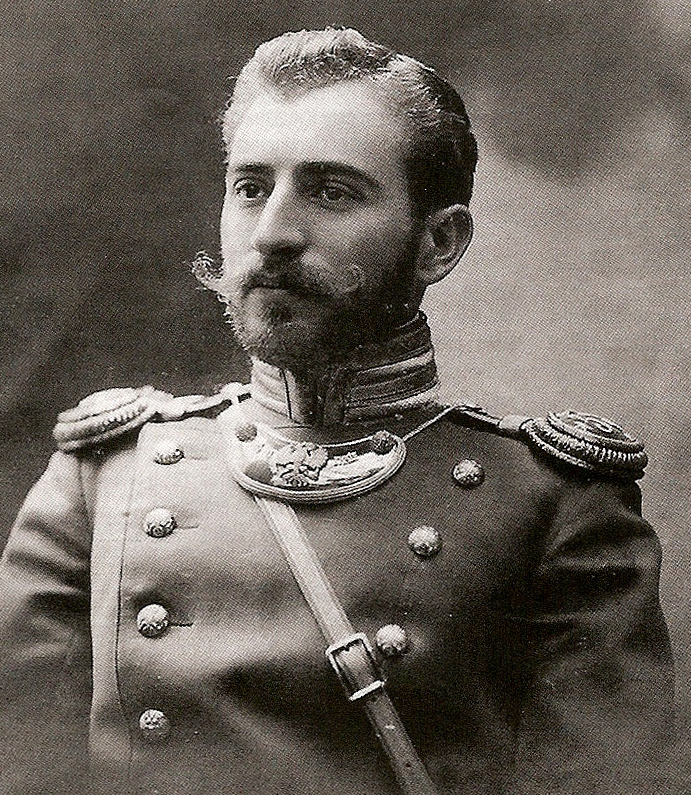
Болбочан, Петр Федорович

В марте — апреле 1918 года части армии УНР при поддержке германской армии установили контроль над территорией Украины. В авангарде продвижения на восток находилась Запорожская дивизия под командованием генерала А. Натиева, в которой П. Ф. Болбочан был командиром 2-го Запорожского пешего полка. Успешному и стремительному продвижению дивизии способствовало то, что она наступала вдоль основных железнодорожных путей, не давая советским войскам возможности организовать ни отступление, ни эффективную оборону.

### Запорожский корпус
6 апреля 1918 года запорожцы вступили в Харьков. Через несколько дней — 9 апреля — Запорожская дивизия по приказу военного министерства была развёрнута в Запорожский корпус, поскольку в ходе боёв на территории Полтавской губернии численность дивизии значительно выросла, в основном за счёт молодых украинцев-добровольцев. По замыслу военного министерства УНР, в процессе развёртывания Запорожской дивизии в корпус на её базе планировалось сформировать ещё одну дивизию.
Запорожский корпус был одним из наиболее боеспособных украинских боевых формирований, а 2-й Запорожский пеший полк — одной из лучших его частей. Личный состав получил новые мундиры защитного цвета английского образца. Фуражки были украшены кокардами с национальной символикой. Военный парад в Харькове, в котором 2-й Запорожский пеший полк принял участие совместно с немецкими войсками, произвёл большое впечатление на население города. После парада немало старшин и солдат бывшей российской армии начали вступать в украинское войско.

### Значение Крыма
К этому времени правительство УНР уже давно вело подготовку к установлению контроля над побережьем Чёрного моря, понимая значение этого для существования украинского государства. Ещё 21 декабря 1917 года Центральная Рада приняла закон «О создании Генерального секретариата морских дел» (укр. «Про утворення Генерального секретаріату Морських справ»), который возглавил известный украинский политик Д. В. Антонович. Позже Секретариат был преобразован в Морское министерство. 14 января 1918 года был принят «Временный закон о флоте Украинской Народной Республики» (укр. «Тимчасовий закон про флот Української Народної Республіки»), согласно которому суда и корабли флота бывшей Российской империи на Чёрном море провозглашались флотом УНР.
В свою очередь, большевики проводили серьёзную агитационную кампанию на флоте. Так, уже в конце января 1918 года Совет народных комиссаров РСФСР направил в Севастополь телеграмму о создании «на добровольных началах» рабоче-крестьянского красного флота, обещая жалование, вдвое превышавшее денежное обеспечение, предоставляемое черноморцам украинским правительством. Укрепление позиций большевиков в Крыму могло привести к тому, что флот УНР существовал бы лишь на бумаге, а не целый день, как случилось в результате.

## Накануне похода

### Приказ военного министра УНР

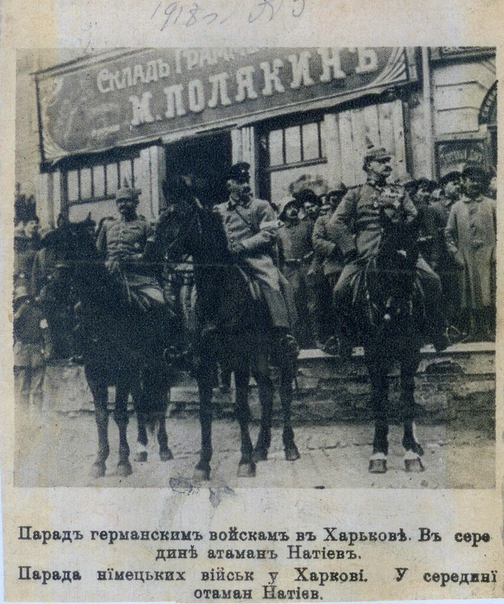
Генерал Натиев (в центре) во время парада немецких войск в Харькове

10 апреля 1918 года, на следующий день после переформирования дивизии в корпус, штаб запорожцев получил от военного министра Александра Жуковского секретный устный приказ Совета народных министров УНР. Генералу Натиеву предписывалось выделить из корпуса отдельную группу на правах дивизии, обеспеченную всеми видами вооружений, под командованием Болбочана. Ему была поставлена стратегическая задача: опережая немецкие войска на линии Харьков-Лозовая-Александровск-Перекоп-Севастополь, захватить Крымский полуостров в частности город Севастополь которые были под контролем советских войск. Конечной целью операции должен был стать Черноморский флот, дислоцированный в Севастопольской бухте, который планировалось ввести в состав вооружённых сил УНР. Группе Болбочана ставилась также задача захватить военное оборудование и имущество крымских портов.
В состав Крымской группы вошли 2-й Запорожский полк, 1-й конный полк имени Костя Гордиенко, инженерный курень, конно-горный артиллерийский дивизион, три полевые и одна гаубичная батареи, бронеавтомобильный дивизион и два бронепоезда.

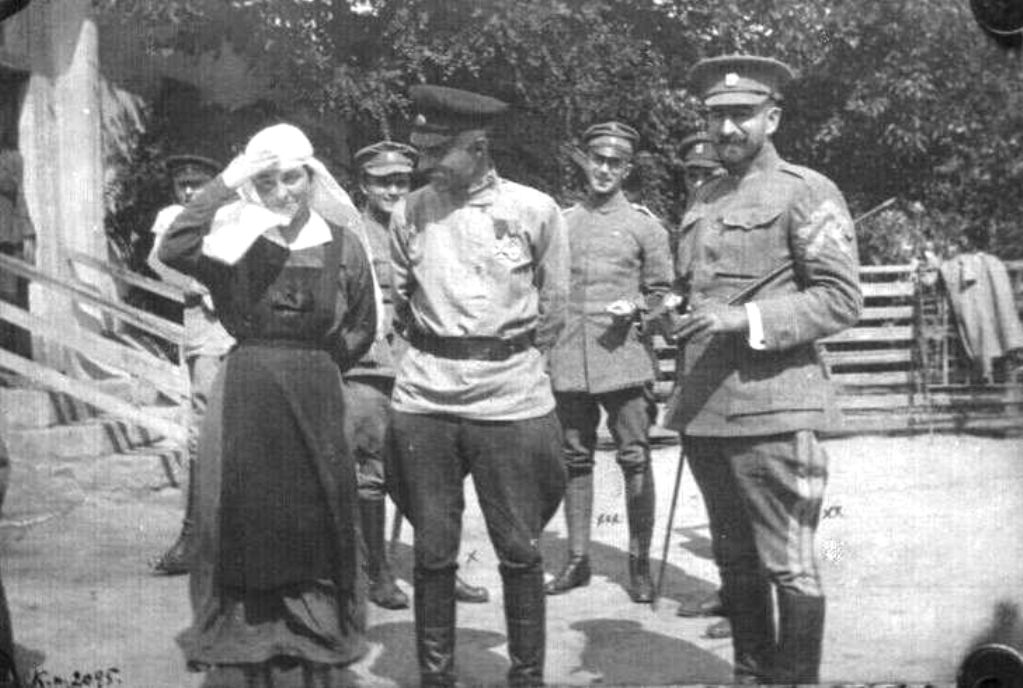
Иван Натиев (в центре снимка, с орденами Святого Георгия 4-й степени и Почётного легиона на груди), и Пётр Болбочан (справа, на переднем плане), 1918 год.

Ещё одна группа Запорожского корпуса должна была выступить по направлению Лозовая-Славянск для освобождения от большевистских частей Донецкого бассейна. Организацией и отправкой этого подразделения занимался лично генерал Натиев. В Донецкую группу под командованием полковника В. Сикевича, командира 3-го Гайдамацкого полка, вошли 1-й и 3-й Запорожские полки, 3-й Гайдамацкий полк (специально прибывший из Киева), артиллерийский и инженерный полки.
Сергей Шемет, близкий друг полковника Болбочана, вспоминал позднее в своих мемуарах:

На протяжении всего похода корпуса из Киева до Харькова непосредственное управление частями во время боевых действий осуществлял полковник П. Болбочан, в то время как генерал Натиев вынужден был всё своё время отдавать делам организации частей, собранных на скорую руку в Киеве и направленных в поход.
Натиев умел ценить заслуги своих помощников и не боялся конкуренции тех, кто своими заслугами поднимался выше общего уровня, поэтому он не побоялся выдвинуть Болбочана и назначить его командиром первой дивизии Запорожского корпуса, не побоялся дать Болбочану и его дивизии отдельное задание — освобождение Крыма от большевиков, хотя это поручение, очевидно, давало тому возможность подняться в глазах правительства и общества ещё выше.
Оригинальный текст (укр.)«Протягом усього походу корпусу з Києва до Харкова безпосереднє керівництво частинами під час бойових дій здійснював полковник П. Болбочан, у той час як генерал Натієв змушений був весь свій час віддавати справам організації зібраних на швидку в Києві і посланих у похід частин.

Натієв умів оцінити заслуги своїх помічників і не боявся конкуренції тих, хто своїми заслугами піднімався вище загального рівня, тому він не побоявся висунути наперед Болбочана і призначити його командуючим першою дивізією Запорізького корпусу, не побоявся дати Болбочанові і його дивізії виконати окреме завдання — звільнення Криму від більшовиків, хоч це доручення очевидь давало тому можність піднятися в очах Уряду і суспільства ще вище».

## Ход операции

### Продвижение украинских войск на юг

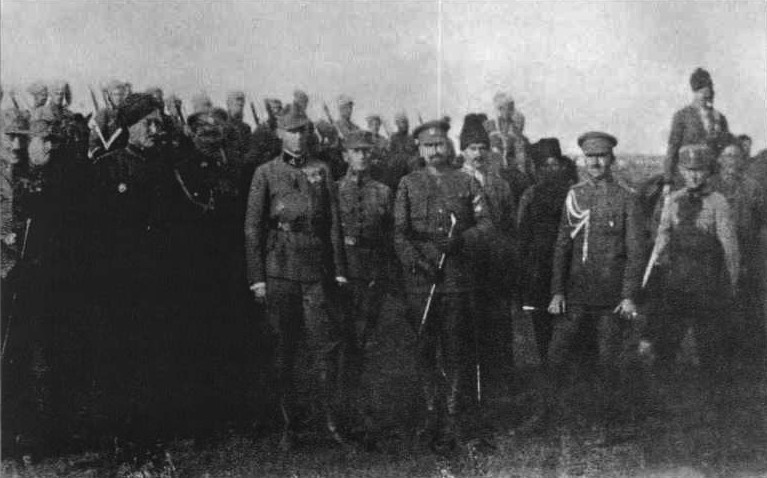
Встреча Крымской группы с «сечевыми стрельцами» в Александровске. На первом плане — сотник Остап Луцкий, полковник Петров, эрцгерцог Вильгельм Габсбург, полковники Болбочан и Сельванский

13 апреля 1918 года части Крымской группы выступили из Харькова на Лозовую. Оттуда они начали наступление в направлении Севастополя и 14 апреля после коротких боёв заняли Александровск. В Александровске запорожцы встретились с «сечевыми стрельцами», которые с австрийской армией наступали с Правобережья.
18 апреля передовые части Крымской группы подошли к Мелитополю, уже очищенному в ходе упорного боя 16 апреля (3 апреля) 1918 года  от большевиков отрядом полковника Дроздовского:98—106. Оставив Мелитополь, советские войска отошли на Сивашские позиции. В Мелитополе в руки украинских частей попали склады продовольствия и оружия, автомобили, самолёты и моторные катера.
Продвигаясь вперёд, украинские части постоянно наседали на отступающего противника, нанося удары конницей и пехотой на автомобилях. В результате 21 апреля части Крымской группы заняли Новоалексеевку — последнюю станцию перед сивашским мостом — и вплотную приблизились к переправам.

### Переговоры с немцами

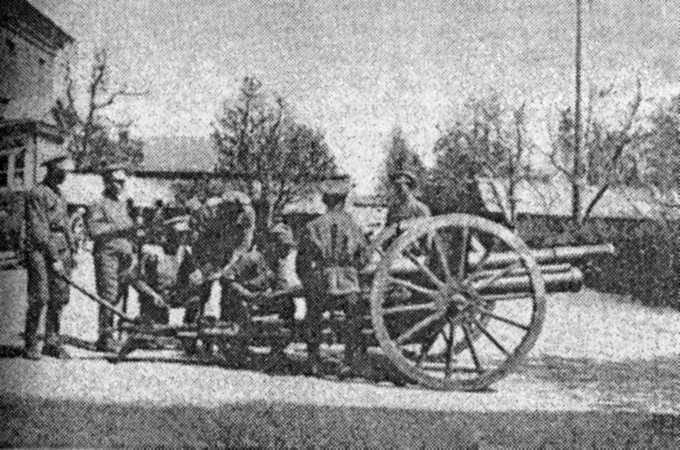
Бойцы УНР

Накануне форсирования Сиваша Болбочан встретился с генералом фон Кошем, командиром 15-й ландверной дивизии, которая наступала на Крым следом за группой Болбочана. Генерал информировал Болбочана о намерении немецкого командования силами корпуса при поддержке флота осуществить операцию по захвату Крыма. Имея тайный приказ правительства УНР опередить немцев и первыми захватить Крымский полуостров, запорожцы готовились самостоятельно взять Перекоп. Болбочан, как командир дивизии и более низкий по рангу офицер, был вынужден признать своё подчинение немецкому генералу, однако от предложенной помощи — немецких боевых частей и бронепоездов, которые должны были прибыть в Мелитополь, отказался. Немецкое командование достаточно скептически отнеслось к планам запорожцев, учитывая выгодное оборонительное положение противника: на Перекопе советские войска могли даже незначительными силами сдерживать численно превосходящие силы наступающих, а природные условия Сиваша делали переправу практически невозможной. Немцы считали невозможным взятие Перекопа без тяжёлой артиллерии, которая должна была поступить в распоряжение 15-й ландверной дивизии в ближайшее время, и восприняли намерения Болбочана как бессмысленную дерзкую затею. Возможно, именно это побудило немцев не препятствовать наступлению запорожцев на Крым.

### Прорыв через Сиваш
На Сиваше у Красной армии имелись более мощные и организованные укрепления, чем в окрестных населённых пунктах. Несмотря на это, украинские войска за день овладели позициями обороняющихся.
Молниеносная операция по захвату сивашской переправы, проведённая Болбочаном, уберегла Крымскую группу от значительных потерь и обеспечила её быстрое продвижение вглубь Крымского полуострова. Готовя прорыв, штаб группы предпринимал значительные усилия для дезинформации противника, учитывался также и психологический фактор «традиционности» прорыва подобных укреплений. Непосредственный участник тех событий сотник Борис Монкевич в своих воспоминаниях писал:

«При таких благоприятных условиях, как неинформированность большевиков и их невнимательность в деле обороны переправ, Болбочан отбросил прежний план форсирования Сиваша моторными катерами и решил внезапным наскоком захватить непосредственно железнодорожную переправу».
Оригинальный текст (укр.)
«При таких сприяючих умовинах як непоінформованість більшовиків та їх неуважність у справі оборони переправ, Болбочан відкинув попередній план форсування Сиваша моторовими катерами і рішив раптовим наскоком захопити безпосередньо залізничну переправу.»

Ночью 22 апреля первая сотня 2-го Запорожского полка под командованием сотника Зелинского на мотодрезинах быстро переехала заминированный мост и обезвредила взрывчатку. Вслед за этим мост пересекли два бронепоезда. Большевики, никак не ожидая такого решительного наскока, не успели приступить к обороне переправы — бронепоезда беспрепятственно доехали до линии оборонительных укреплений и пулемётным и артиллерийским огнём посеяли панику среди оборонявшихся. Атака сотни Зелинского на позиции «красных» окончательно вынудила советские войска покинуть свои позиции. К тому времени мост успел перейти 2-й полк, который тут же занял оставленные укрепления.

### Наступление
Вечером 22 апреля Крымская группа с боем захватила город Джанкой — первую узловую станцию в Крыму, что дало ей возможности для развёртывания последующего наступления. Здесь все силы группы Болбочана сосредоточились и начали продвигаться дальше по трём направлениям: Одна часть войск, состоявшая из пехоты, броневиков и артиллерии, продвигалась по восточной стороне железной дороги Джанкой-Симферополь, вторая часть (Гордиенковский полк и конно-горная пушечная дивизия) двинулась в направлении Евпатории, а третья часть отправилась на Феодосию.
Уровень дисциплины среди запорожцев был высок на протяжении всей операции — казаки и старшины высоко ценили Петра Болбочана, уважение к нему и его авторитет были несомненными.
Это имело ещё одно, возможно, неожиданное следствие: отношение воинов Запорожской дивизии к своему командиру было с подозрением воспринято руководством военного ведомства УНР — пошли слухи о диктаторских амбициях полковника.
Во время Крымского похода Запорожская дивизия пополнилась значительным количеством добровольцев из Таврии, а также татарскими добровольческими формированиями. Полковник Болбочан намеревался создать из них отдельную регулярную часть, однако, учитывая существовавшие договорённости украинского правительства с немецким командованием, был вынужден распустить эти волонтёрские отряды. При этом многие добровольцы из Крыма вступили в Запорожскую дивизию ещё в Мелитополе.
Главные силы группы Болбочана были направлены на Симферополь, который был захвачен почти без сопротивления утром 24 апреля. Приблизительно в то же время Гордиенковский полк захватил Бахчисарай.

## Ультиматум фон Коша
26 апреля 15-я немецкая дивизия по приказу генерала фон Коша окружила все места дислокации украинских войск и главные стратегические пункты Симферополя. Полковнику Болбочану был объявлен ультиматум — немедленно сложить оружие, оставить всё военное имущество и покинуть город и территорию Крыма под охраной немецкого конвоя на правах интернированных, распустив при этом добровольческие отряды. Объясняя причину своих требований, генерал фон Кош заявлял, что по условиям Брестского мира Крым не принадлежит к территории Украины и для пребывания украинских войск здесь нет никаких оснований. На протесты командира запорожцев был дан ответ, что министерство военных дел УНР на запросы немецкого командования отвечает, что «абсолютно ничего не знает про такую группу и никаких заданий для операций в Крыму не давало; украинское правительство считает Крым самостоятельным государством».

## Выход группы из Крыма
27 апреля министр военных дел УНР Александр Жуковский по телефону отдал приказ о немедленном отходе Запорожской дивизии из Крыма, который был объявлен в присутствии генерала фон Коша. Министр выразил неудовлетворение генералу Натиеву в связи с тем, что он покинул группу, которая осуществляла военную операцию в Донбассе, а генералу фон Кошу было сказано, что предыдущее заявление правительства УНР, в котором утверждалось, что в Крыму нет украинских военных частей, «было просто недоразумением».
Лишь позднее полковник Болбочан узнал, что ни военный министр, ни украинское правительство не предприняли никаких шагов, чтобы спасти Крымскую группу.
Приказа о месте новой дислокации запорожцы так и не получили. После совещания с командиром корпуса Иваном Натиевым было решено отойти к Мелитополю, где запорожцы узнали, что генерал Скоропадский объявлен гетманом всея Украины и в Киеве поменялась власть.
В итоге Крымская группа, которой угрожало разоружение, была выведена из Крыма и расположена поблизости Александровска.

## Уход флота из Севастополя
29 апреля на дредноуте «Воля» очередное делегатское собрание небольшим большинством голосов решило передать командование адмиралу Саблину (за несколько дней до этого он подал в отставку) и поднять украинские флаги. В знак протеста против этого решения представители минной бригады покинули дредноут. Прибывший Саблин заявил собранию, что Черноморский флот является достоянием всего российского народа, в том числе и украинского, который флот сохранит, в то время как большевики обрекают его на гибель. Единственную возможность спасти флот адмирал видел в том, чтобы поднять украинские флаги и остаться в Севастополе.
После возвращения Саблина к командованию в Киев была отправлена телеграмма: «Сего числа Севастопольская крепость и флот, находящийся в Севастополе, подняли украинские флаги. В командование флотом вступил. Контр-адмирал Саблин»…
После отправки телеграммы в Киев Саблин связался с германским командованием, сообщил о своём вступлении в должность и просил принять делегацию. С наркоматом по морским делам в Москве комфлота прекратил всякие сношения. Кораблям Черноморского флота командующий отдал распоряжение сменить красные флаги на украинские.

К 18.00 29 апреля линкоры, крейсера и несколько эсминцев красные флаги спустили. Большинство эсминцев это делать отказались. Эскадренный миноносец «Керчь» поднял на стеньге сигнал: «Позор и продажа флота».
Саблин разрешил кораблям, не пожелавшим спустить красный флаг, покинуть бухту до полуночи. В эту же ночь почти весь флот миноносцев и 3-4 транспорта с загрузившимися в них советскими войсками ушёл в Новороссийск. Однако фон Кош отказался принимать парламентариев, сославшись на то, что ему нужно письменное обращение, которое он пошлёт своему командованию, что займёт 2 недели. 1 мая немцы подошли к городу, заняв и укрепив пулемётами его северные районы. Саблин приказал оставшимся кораблям покинуть бухту. Корабли выходили под обстрелом, но ответный огонь Саблин запретил открывать, чтобы не быть обвинённым в нарушении договора. Из-за паники 2 корабля были повреждены и остались в бухте.

## Итоги
Невзирая на противоречивый характер и вынужденное оставление завоёванных позиций, Крымский поход Запорожской дивизии стал настоящим триумфом украинской армии, продемонстрировал способность к реализации сложных военных операций, проявил блестящий талант полковника Петра Болбочана, как способного военачальника.. Основные цели похода украинцев не были выполнены, но расчистили путь немецким войскам: 29 апреля 1918 года под воздействием событий и для спасения флота от германцев руководство флота объявило о своём подчинении правительству в Киеве (но в тот же день Центральная рада была распущена, гетманом Украины был провозглашён П. П. Скоропадский).